# Proptech
PropTech (Property Technology), también llamado ReTech (Real Estate Technology), es un término que se ha usado para agrupar las innovaciones y la aplicación de nuevas tecnologías en el sector inmobiliario. "Es una tendencia con origen en Reino Unido que emergió y ganó popularidad durante el año 2014, es un acrónimo inglés de “property” y “technology”, es decir la tecnología aplicada a la propiedad".
En términos generales, PropTech describe productos digitales para el sector de bienes raíces o real estate (en inglés). En este sector ha surgido un grupo de Startups que usan tecnología para que cambian las condiciones de cómo se hacen negocios, cómo se construye, cómo se diseñan, cómo se venden, cómo se arriendan y cómo se administran inmuebles o bienes raíces.
"Emprendedores en el sector PropTech y evangelistas de la tecnología describen este movimiento como una "disrupción digital" de la industria de bienes raíces dirigiéndola hacia un mercado global digitalizado".
Las tecnologías del sector PropTech integran realidad virtual, domótica, internet de las cosas, administración de propiedades, micromecenazgo, macrodatos, portales inmobiliarios, espacios de trabajo cooperativo, cadena de bloques y Open Banking.

## PropTech como sector y su relación con otros mercados
Se considera un sector en sí mismo pues, las disrupciones que inserta en los procesos tradicionales de la industria de bienes raíces se observan nuevos comportamientos, nuevos paradigmas y se produce una resignificación del mercado inmobiliario en sí mismo. Esto tiene connotaciones positivas y negativas que tendrán efectos tanto en el mercado como en la vida de las personas. 
Por ejemplo, se han observado los efectos en "las dinámicas de ventas online y en las de corretaje, en la commoditización del espacio (o de la tierra), en las ventas digitales y en productos financieros asociados con el sector Fintech para los procesos de hipotecas y financiación de capital" tanto para los nuevos desarrollos como para el comprador final.
Así el mercado inmobiliario se integra a los mercados "data-driven" o liderados por el análisis de datos, también con el sector Fintech (Tecnología y finanzas) y en general con todos los mercados que atravesados por la tecnología, que abren el espectro de captura de datos sobre los comportamientos de consumo y las decisiones de las personas.  
Entre varias propuestas de valor de las empresas del sector están la eliminación de intermediarios, la democratización del acceso a vivienda, la disminución de tiempos de compra-venta y el mejoramiento de las condiciones de pago de activos inmobiliariarios. 
Estudios sobre este sector, específicamente "en el mercado de vivienda, son escépticos sobre la posibilidad de que las nuevas tecnologías disminuyan efectivamente la cantidad de intermediarios del mercado. De hecho, nuevas oligarquías parecen estar emergiendo con relación al mercado de proveer datos sobre los procesos de exploración y compra de vivienda".

## PropTech enEspaña
Según la firma consultora en bienes raíces Savills Aguirre Newman, la inversión del sector PropTech en España ha pasado de 150 millones de dólares en 2018, pero el medio El Confidencial, en un artículo que se basa en el testimonio de Martínez-Avial (Líder de Aguirre Newman Digital - España) dice que en 2016, la inversión puede acercarse a los 2500 millones de euros.
A la fecha, se identifican 275 startups de este tipo en España como Hipoo en temas de hipotecas y financiación o CARTO en temas de BigData, en las que trabajan 5500 profesionales empleados por el sector.

## PropTech en Colombia
Las empresas y startups que surgen en este sector han generado asociaciones gremiales como la de Colombia Proptech que actualmente tiene 86 miembros activos entre los que están Conconcreto desde la construcción, Ciencuadras desde la esquina del mercado inmobiliario, y desde vivienda nueva con La Haus.